# Publius Furius Medullinus Fusus
Pour les articles homonymes, voir Furius Medullinus.
Publius Furius Medullinus Fusus est un homme politique romain du Ve siècle av. J.-C., consul en 472 av. J.-C.

## Famille
Il appartient à la gens des Furii. Il est le frère de Spurius Furius Medullinus Fusus, consul en 464 av. J.-C.

## Biographie

### Consulat
En 472 av. J.-C., il est élu consul avec Lucius Pinarius Mamercinus Rufus. Sous leur consulat, le tribun de la plèbe Volero Publilius propose une loi (Rogatio Publilia) qui prévoit de faire élire les tribuns par les comices tributes, espérant ainsi exclure les patriciens et leurs clients du vote et les priver de leur pouvoir d’influer sur le résultat du scrutin,.
C'est également durant son consulat qu'est exécutée la vestale Orbinia, ou Sunia, condamnée à mort pour n'avoir pas respecté ses engagements de prêtresse dédiée au culte de Vesta,.
Selon Varron, les deux consuls sont les auteurs d'une loi, la Lex Pinaria Furia de mense intercalari, qui mentionne la méthode de l'intercalation permettant de compenser les décalages qui découle d'un calendrier basé sur les cycles lunaires en ajoutant des jours intercalaires. Il est possible que la loi s'inscrive dans une volonté de faire évoluer progressivement le calendrier romain d'un calendrier lunaire vers un calendrier lunisolaire avec une intercalation spéciale de 22 jours.

### Fin de carrière
En 467 av. J.-C., après avoir pris la cité maritime volsque d'Antium l'année précédente, les Romains y fondent une colonie. Fusus fait partie avec Titus Quinctius Capitolinus Barbatus et Aulus Verginius Tricostus Caeliomontanus des Triumviri agro dando chargés de partager et d'attribuer les terres aux colons d'origines diverses,,,.
En 464 av. J.-C., il est légat sous les ordres de son frère Spurius Furius Medullinus Fusus, alors consul, et l’accompagne dans une guerre contre les Èques. Les Romains sont assiégés dans leur camp par les Èques et Publius se retrouve isolé avec ses soldats après avoir tenté une sortie. Il est tué avec ses hommes,,.

### Auteurs antiques
- Tite-Live, Histoire romaine, Livre II, 56 et Livre III, 1-5 sur le site de l'Université de Louvain
- Diodore de Sicile, Histoire universelle, Livre XI, 23 sur le site de Philippe Remacle
- (en) Denys d'Halicarnasse, Antiquités romaines, Livre IX, 25-49 et 50-71 sur le site LacusCurtius

### Auteurs modernes
- (en) T. Robert S. Broughton, The Magistrates of the Roman Republic : Volume I, 509 B.C. - 100 B.C., New York, The American Philological Association, coll. « Philological Monographs, number XV, volume I », 1951, 578 p.
- (fr) Janine Cels-Saint-Hilaire, La République des tribus : Du droit de vote et de ses enjeux aux débuts de la République romaine (495-300 av. J.-C.), Toulouse, Presses universitaires du Mirail, coll. « Tempus », 1995, 381 p. (ISBN 2-85816-262-X, lire en ligne)
- (en) Richard Jackson King, Desiring Rome : Male Subjectivity and Reading Ovid's Fasti, Ohio State University Press, 2006, 328 p.
- (en) Tymon C. A. De Haas, Fields, Farms and Colonists : Intensive Field Survey and Early Roman Colonization in the Pontine Region, Central Italy, Barkhuis, 2011